# ATP Volvo International 1982
Il Volvo International 1982 è stato un torneo di tennis giocato sulla terra rossa. Il torneo fa parte del Volvo Grand Prix 1982. Si è giocato a North Conway negli Stati Uniti dal 26 luglio al 2 agosto 1982.

## Campioni

### Singolare maschile
Ivan Lendl ha battuto in finale  José Higueras con il punteggio di 6–3, 6–2

### Doppio maschile
Sherwood Stewart /  Ferdi Taygan hanno battuto in finale  Pablo Arraya /  Eric Fromm con il punteggio di 6–2, 7–6 (7–3)